# Cammina con noi
Cammina con noi è un album in studio del Gruppo Musicale 'Anawîm pubblicato dalla LDC nel 1978.
Si tratta di una raccolta di canzoni con richiami allo stile folk, per un recital sul tema di alcuni problemi della società contemporanea. Le musiche sono di autori vari, i testi italiani di Luciano Scaglianti. È stato registrato agli studi Mondial Sound di Milano.

## Tracce
Testi di Luciano Scaglianti.
1. Ho chiesto a lui (musica: Paul Stookey)
2. Cammina con noi (musica: Tradizionale)
3. Perché non tu (musica: Phil Ochs)
4. Quando arriverò (musica: Springfield)
5. Senza nessuno, fratello, dove vai? (musica: Tradizionale)
6. Hurry Sundown (Earl Robinson)
7. Leaving on a Jet Plane (John Denver)
8. L'uomo ricco e l'uomo povero (musica: Peter Yarrow; Peter Zimmel)
9. Verso un mondo migliore (musica: Springfield)
10. Don't Think Twice, It's All Right (Bob Dylan)
11. Non restare sempre chiuso in te (musica: Tradizionale)
12. Ritornerò (musica: Laura Nyro)

## Formazione
- Francesco Roda – basso, chitarra classica, voce
- Massimo Mariani – chitarra classica, banjo
- Franco Damiano – chitarra dodici corde, chitarra elettrica
- Pino Marchetti – percussioni
- Luigi Lacchini – armonica
- Gianluigi Marseglia – chitarra dodici corde, voce
- Liliana Bancolini – voce
- Monica Scupelli – voce